# Hemming Skat Rørdam
Hemming Skat Rørdam (30. marts 1872 i Sønderup ved Slagelse – 5. oktober 1925) var en dansk teolog og seminarieforstander. 
Han var søn af biskop Thomas Skat Rørdam (1832-1909) og hustru Marie, f. von Hauch (1834-1915).
Gift med Ingrid Rørdam, f. 26. maj 1874 i Odense som datter af grosserer Christian Faber (1837-1905) og hustru Sophie, f. Petersen (1840- ).
- 1889 student fra Hauchs Skole
- 1896 cand.theol.
- lærer ved Blaagaards Seminarium
- residerende kapellan for Kattrup m.fl. sogne
- 1899 lærer ved Gjedved Seminarium
- 1903-1920 forstander for Jelling Seminarium
- 1907 redaktør af Dansk Skoleforenings tidsskrift Hjem og Skole
- 1911-1924 formand for Sløjdforeningen af 1902
- – forstander for Haderslev Statsseminarium